# The Complete Works
The Complete Works è un box set in edizione limitata della rock band britannica Queen, pubblicato per la prima volta nel dicembre del 1985.

## Contenuto
- 13 LP in formato vinile rimasterizzati, tutti con copertina bianca e ordinati con numeri romani color oro
- 1 LP aggiuntivo, mai pubblicato fino ad allora, dal titolo "Complete Vision"
- Un libretto a colori con incluse le copertine originali di tutti gli LP inseriti nel Box Set ed altre informazioni sulla band
- L'itinerario di tutti i tours intrapresi dai Queen tra il 1973 e il 1985
- Una cartina del mondo

## LP inclusi
1. Queen
2. Queen II
3. Sheer Heart Attack
4. A Night at the Opera
5. A Day at the Races
6. News Of The World
7. Jazz
8. Live Killers - disco 1
9. Live Killers - disco 2
10. The Game
11. Flash Gordon (Original Soundtrack, Music By Queen)
12. Hot Space
13. The Works

LP BONUS
1. Complete Vision